# Џунко Ишида
Џунко Ишида (јап. 石田 順子) бивша је јапанска фудбалерка.

## Репрезентација
За репрезентацију Јапана дебитовала је 1981. године. За тај тим одиграла је 3 утакмице.

## Статистика
| Јапан  | Јапан | Јапан |
| Год.   | Ута.  | Гол.  |
| ------ | ----- | ----- |
| 1981   | 3     | 0     |
| Укупно | 3     | 0     |